# Капмаль, Андрей
Андре́й Ка́пмаль (латыш. Andrejs Kapmals, 5 ноября 1889, Рига — 21 января 1994, неизвестно) — российский легкоатлет, выступавший в беге на длинные дистанции и марафонском беге. Участник летних Олимпийских игр 1912 года.

## Биография
Андрей Капмаль родился 5 ноября 1889 года в Риге.
Выступал в легкоатлетических соревнованиях за рижский «Марс».
В 1912 году вошёл в состав сборной России на летних Олимпийских играх в Стокгольме. Участвовал в марафонском беге, но не завершил дистанцию в числе 34 из 68 стартовавших.
В 1914 году стал победителем чемпионата России по лёгкой атлетике, проходившего в Риге в рамках Второй Всероссийской спортивной олимпиады. В марафоне он показал результат 2 часа 59 минут 40 секунд, опередив почти на 10 минут ставшего вторым рижанина Александра Упмаля.
Умер 21 января 1994 года. Прожил дольше всех среди участников Олимпийских игр от Российский империи или СССР.

## Личные рекорды
- Бег на 5000 метров — 17.07,0 (1913)[2]
- Марафон — 2:59.40 (июль 1914, Рига)[2]